# 松采沃站
松采沃站（羅馬化：Solntsevo）是莫斯科地鐵加里宁-松采沃线的一個車站。此站在2018年8月30日啟用。